# Xian de Boxing
Le xian de Boxing (博兴县 ; pinyin : Bóxīng Xiàn) est un district administratif de la province du Shandong en Chine. Il est placé sous la juridiction de la ville-préfecture de Binzhou.

## Démographie
La population du district était de 462 561 habitants en 1999.